# レコンポーザ
レコンポーザは、カモンミュージック社によって開発・販売されていた音楽製作ソフトウェアである。数値入力式の効率の良いデータ入力方法やレスポンスの良さにより多くのファンを作った。カラオケデータの制作会社や80～90年代の著名なミュージシャンにユーザーが多かったことが知られている。

## 歴史

### カモンミュージックの誕生
1984年、ローランドDGからパソコン用MIDIインターフェースであるMPU-401とハードウェアシーケンサMC-8に操作を似せたソフトウェアシーケンサのMCPが発売された。その後MCPのプログラマは有志を募り独立、カモンミュージックが設立された。

### RCPからレコンポーザ前夜
1985年、カモンミュージックはMCPに似た「MIDIコンピュータミュージックシステム RCP-PC88」を制作・販売。同年、PC98用ソフトウェアであるRCP-PC98も発売される。PC98用のソフトウェアはALL MIDI RECOMPOSERシリーズとしてRCE-PC98、RCX-PC98、RCD-PC98などバージョンアップごとに名称が変遷、Ver2.3で「MIDIレコンポーザ RCM-PC98」とカタカナでレコンポーザが表記されるようになった。

### レコンポーザ
1992年11月、レコンポーザが商品名となり「レコンポーザ/98 Ver2.5」が発売された。1994年にWindows 3.1用の「レコンポーザ For Windows」が発売されるまではマイナーバグ修正が続き、大きな変更は行われなかった。マイナーバージョンは実行ファイルのタイムスタンプの時間部分で判別が可能（2.5の最初期ロットが05:00:00、9回目のバージョンアップで05:09:00、14回目では05:14:00など。初期ロットにはEMS管理部分などにバグが有る）。また使用可能トラック数の増加や分解能の向上といった実質的にメジャーバージョンアップとして2.5F、2.5Gが発表されたがこれらはユーザー登録者のみに有料で提供された。1995年初春にFor Windows Ver1.2が発売され、後にアップデートキットによりWindows 95でも動作可能となった。

### Windows 95時代とレコンポーザの終焉
1996年、Windows 95用に「レコンポーザ for Windows95」が発売され、続いて「レコンポーザ for Windows95 Release2」、1997年に「レコンポーザ for Windows95 Release3」とバージョンアップが行われたが、変更点はさほどなく、同時期にVisionやSinger Song WriterといったWindows時代にうまく適合させていたり、安価であるシーケンサの台頭が重なり徐々にシェアを落としていった。1997年、「Ortina for Macintosh Ver 1.0 J」を発売、名称が違うがSTGT式の数値入力が可能なMac用レコンポーザである。1998年、カモンミュージックは学割としてアカデミックパッケージ制を導入するなどして新規ユーザーの獲得を試みるもユーザー数の減少に歯止めはかからず、レコンポーザ/98 ver.3.0、PC-AT版レコンポーザAT/Ver2.5 Gold、「レコンポーザ for Windows98 Light」の3製品を持って新規開発を終了。for Windows98 Lightはfor Windows95 Release3の機能限定版であり、新機能の追加はなかった。

### その後
1999年、カモンミュージックは本業をソフトウェア開発・販売から楽器の通信販売へ業態を変更し、インターネットショップ「電脳音楽生活」をホームページ上に開店した。
2013年11月、カモンミュージック社が営業終了。

### 2.5以降のバージョンアップ内容
- 2.5　   起動時にキーディスクが必要なくなり、ハードディスクだけで運用可能になった。GM/GSコントローラー搭載。EMS対応。
- 2.5F　 内部バージョン2.6。S-MPU対応。SMPTE同期対応。36Trk.対応。
- 2.5G　内部バージョン3.0。分解能480対応。SMFファイルの読み書き対応。SMPTE同期はこのバージョンから削除された。
- 3.0　　内部バージョン3.01。2.5F及び2.5Gの内容を合わせたもの。このバージョンから386以上のCPUでないと起動しなくなった。

## その他
- X68000にはSTed2とよばれるレコンポーザクローンのフリーウェアが存在した。製作者の没後にソースコードが公開されUNIXやWindowsに移植されている[2]。
- レコンポーザがシェアを落としたのはDOS環境に最適化されていた操作性をうまくWindowsに適合にさせられなかった事が大きい。Windows版が発売後もPC-98でDOS版を使用するユーザーが2010年代になっても確認されたほどである[3]。